# أرت ديفلن
أرت ديفلن (بالإنجليزية: Art Devlin)‏ هو لاعب كرة قاعدة أمريكي، ولد في 16 أكتوبر 1879 في واشنطن العاصمة في الولايات المتحدة، وتوفي في 18 سبتمبر 1948 في جيرسي سيتي في الولايات المتحدة.

## وصلات خارجية
- أرت ديفلن على موقعبيزبول رفرنس.كوم (الدوري الرئيسي) (الإنجليزية)